# 上梅尔西
上梅尔西（法語：Mercy-le-Haut，法語發音：[mɛʁsi lə o]）是法国默尔特-摩泽尔省的一个市镇，位于该省北部，与下梅尔西相邻，属于布里埃区。

## 地理
上梅尔西（49°22'4"N, 5°49'32"E）面积13.35 平方千米，位于法国大東部大區默尔特-摩泽尔省，该省份为法国东北部内陆省份，是洛林的一部分，北邻比利时、卢森堡，北起顺时针与摩泽尔省、下莱茵省、孚日省和默兹省接壤。
与上梅尔西接壤的市镇（或旧市镇、城区）包括：欧丹勒罗曼、若佩库尔、马拉维莱尔、下梅尔西、米尔维尔、普勒坦-伊尼、塞鲁维尔、克西夫里-锡尔库尔。

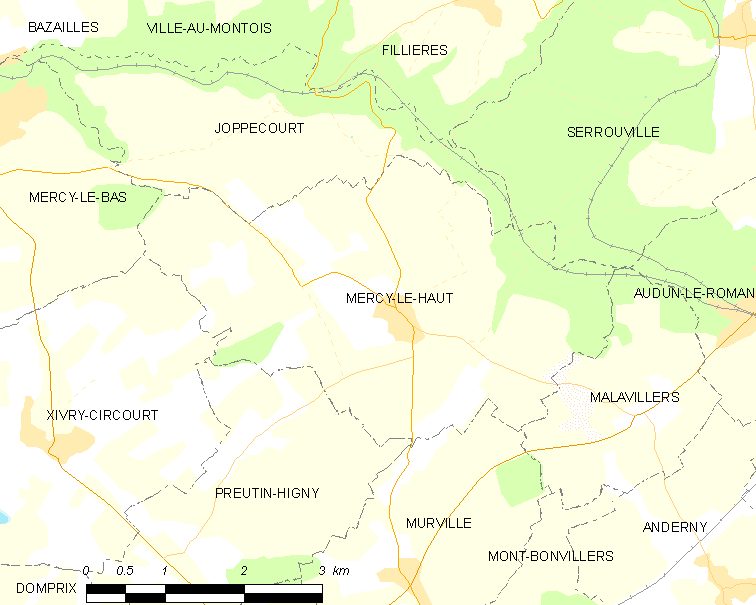
上梅尔西的OSM定位图

上梅尔西的时区为UTC+01:00、UTC+02:00（夏令时）。

## 行政
上梅尔西的邮政编码为54560，INSEE市镇编码为54363。

## 政治
上梅尔西所属的省级选区为布里埃地区县。

## 人口

1962-2008年间上梅尔西人口变化图示

上梅尔西于2022年1月1日时的人口数量为268人。